# Germán Martínez Cázares
Germán Martínez Cázares né le 20 juin 1967 à Michoacán, Mexique. Il fut le Secrétaire de la Fonction Publique du Mexique entre 1er décembre 2006 et 27 septembre 2007.